# Placówka (czasopismo)
Placówka – miesięcznik opozycji demokratycznej w czasach PRL, związany z Komitetem Samoobrony Społecznej „KOR”, skierowany do środowiska wiejskiego, redagowany przez członka KSS „KOR” Wiesława Piotra Kęcika oraz działaczy chłopskich, skupionych w komitetach samoobrony chłopskiej.

## Historia
Pismo poruszało przede wszystkim codzienne problemy wsi, w założeniu miało oddać głos samym rolnikom. Prezentowało się jako „wspólne pismo istniejących komitetów chłopskich”. Kontynuowało tradycję Niezależnego Ruchu Chłopskiego, niezależnego biuletynu wydawanego przez ks. Czesława Sadłowskiego. Łącznie ukazało się dziewięć numerów – 7 w 1979 (w tym dwa podwójne), 2 w 1980 (w cyklu dwumiesięcznym). Pierwszy numer ukazał się w kwietniu 1979 roku, a ostatni z datą marzec–kwiecień 1980.
Pismem kierował komitet redakcyjny, w skład którego od początku wchodzili Wiesław Kęcik – członek KSS „KOR”, Andrzej Zozula, współpracownik KSS „KOR” oraz jako przedstawiciele poszczególnych komitetów samoobrony i środowisk wiejskich: Józef Baran (jeden z organizatorów Komitetu Samoobrony Chłopskiej Ziemi Rzeszowskiej, a wcześniej działacz Studenckiego Komitetu Solidarności w Krakowie), Jerzy Górski (członek Komitetu Samoobrony Chłopskiej Ziemi Grójeckiej, mieszkaniec Zbroszy Dużej, równocześnie tajny współpracownik SB), Jerzy Grzebieluch (mieszkaniec Łazów), Stanisław Karpik (lider Podlaskiego Komitetu Samoobrony Ludzi Wierzących, mieszkaniec Opola Starego), Jan Kozłowski (członek Tymczasowego Komitetu Niezależnego Związku Zawodowego Rolników, mieszkaniec wsi Chwałowice, w ówczesnym woj. tarnobrzeskim), Stanisław Kusiński (członek Przemyskiego Komitetu Samoobrony Ludzi Wierzących, mieszkaniec Przemyśla) i Zdzisław Ostatek (członek Komitetu Samoobrony Chłopskiej Ziemi Grójeckiej, mieszkaniec Grójca, równocześnie tajny współpracownik SB).
Następnie do komitetu redakcyjnego dołączyli Edward Koleja (wykładowca Uniwersytetu Ludowego w Zbroszy Wielkiej, mieszkaniec Górnej Wsi, koło Błonia), Janusz Rożek (założyciel Tymczasowego Komitetu Samoobrony Chłopskiej utworzonego w Milejowie, woj. lubelskie, mieszkaniec Kolonii Górnej pod Milejowem) oraz niezwiązana wcześniej z ruchem chłopskim Marta Szczygielska. 
Redakcja pisma mieściła się w mieszkaniu Elżbiety Regulskiej, której w pracach redakcyjnych pomagały Alina Cała, Marzena Górszczyk-Kęcik i Barbara Kunicka-Felicka.
Za wydawanie pisma odpowiadał Andrzej Zozula. „Placówka” była drukowana przez Niezależną Oficyną Wydawniczą. Druk organizował Tomasz Chlebowski, a wśród regularnych drukarzy byli Jan Walc, Jerzy Geresz i Jerzy Ignatowski. Większość numerów składali i zszywali w mieszkaniu przy ul. 1 Sierpnia w Warszawie Magdalena Sroczyńska-Kożuchowska i Andrzej Kożuchowski. 
Za dystrybucję pisma odpowiadał Stanisław Kusiński, byli w nią zaangażowani członkowie redakcji, a także m.in. ks. Edward Frankowski, ówczesny proboszcz ze Stalowej Woli, a późniejszy twórca uniwersytetu w Stalowej Woli i obecny biskup pomocniczy w Sandomierzu, aktor Maciej Rayzacher, Tadeusz Kensy i Janusz Szkutnik – działacze chłopscy z Rzeszowa, ksiądz Czesław Sadłowski ze Zbroszy Dużej, Wanda Ferens, Jerzy Kęcik.
Pismo było finansowane z Funduszu Samoobrony Społecznej KSS „KOR”.